# Wetwang
Wetwang is een civil parish in het bestuurlijke gebied East Riding of Yorkshire, in het Engelse graafschap East Riding of Yorkshire met 761 inwoners.

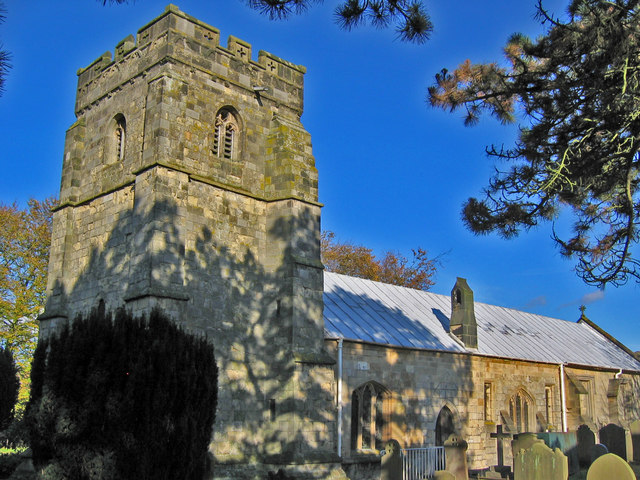
Kerk van St. Nicholas